# 北緯36度線
北緯36度線（ほくい36どせん）は、地球の赤道面より北に地理緯度にして36度の角度を成す緯線。アフリカ、地中海、アジア、太平洋、北アメリカ、大西洋を通過する。この緯度の下では、夏至点時の可照時間は14時間36分で、冬至点時は9時間43分である。
子午線を0度から北緯90度まで5分割した際に5分の2の位置となるのが北緯36度である。但し地球は楕円体であるので厳密な5分の2とはならない。
1991年4月7日から1996年12月31日までの間、北緯36度線はイラクの北部飛行禁止空域の南限となっていた。

## 通過する地域一覧
北緯36度線は、本初子午線から東に向かって以下の場所を通っている。
| 地理座標                                               | 国土・領土・領海 | 備考 |
| ------------------------------------------------------ | ---------------- | --- |
| 北緯36度0分 東経0度0分 / 北緯36.000度 東経0.000度      | 地中海           | |
| 北緯36度0分 東経0度7分 / 北緯36.000度 東経0.117度      | アルジェリア     | |
| 北緯36度0分 東経8度18分 / 北緯36.000度 東経8.300度     | チュニジア       | |
| 北緯36度0分 東経10度31分 / 北緯36.000度 東経10.517度   | 地中海           | イタリア・リノーザ島の北を通過 マルタ・コミノ島とマルタ島の間を通過 |
| 北緯36度0分 東経23度10分 / 北緯36.000度 東経23.167度   | エーゲ海         | ギリシャ・キティラ島とアンティキティラ島の間を通過 ギリシャ・サリア島の北を通過 |
| 北緯36度0分 東経27度45分 / 北緯36.000度 東経27.750度   | ギリシャ         | ロドス島 |
| 北緯36度0分 東経27度55分 / 北緯36.000度 東経27.917度   | 地中海           | |
| 北緯36度0分 東経35度59分 / 北緯36.000度 東経35.983度   | トルコ           | ハタイ県 |
| 北緯36度0分 東経36度22分 / 北緯36.000度 東経36.367度   | シリア           | |
| 北緯36度0分 東経41度17分 / 北緯36.000度 東経41.283度   | イラク           | |
| 北緯36度0分 東経45度21分 / 北緯36.000度 東経45.350度   | イラン           | |
| 北緯36度0分 東経61度10分 / 北緯36.000度 東経61.167度   | トルクメニスタン | |
| 北緯36度0分 東経63度49分 / 北緯36.000度 東経63.817度   | アフガニスタン   | |
| 北緯36度0分 東経71度15分 / 北緯36.000度 東経71.250度   | パキスタン       | カイバル・パクトゥンクワ州 ギルギット・バルティスタン - インドが領有権主張 |
| 北緯36度0分 東経76度6分 / 北緯36.000度 東経76.100度    | カラコルム回廊   | 中華人民共和国が実効支配。 インドが領有権を主張 |
| 北緯36度0分 東経76度48分 / 北緯36.000度 東経76.800度   | 中華人民共和国   | 新疆ウイグル自治区 チベット自治区 青海省 甘粛省 — 蘭州市の南を通過 寧夏回族自治区 甘粛省 陝西省 山西省 河南省 山東省 河南省 (約15km) 山東省 — 青島市の南を通過                                                  |
| 北緯36度0分 東経120度18分 / 北緯36.000度 東経120.300度 | 黄海             | |
| 北緯36度0分 東経126度42分 / 北緯36.000度 東経126.700度 | 韓国             | |
| 北緯36度0分 東経129度35分 / 北緯36.000度 東経129.583度 | 日本海           | |
| 北緯36度0分 東経133度1分 / 北緯36.000度 東経133.017度  | 日本             | 知夫里島: — 島根県 |
| 北緯36度0分 東経133度4分 / 北緯36.000度 東経133.067度  | 日本海           | |
| 北緯36度0分 東経135度58分 / 北緯36.000度 東経135.967度 | 日本             | 本州: — 福井県 — 岐阜県 — 長野県 - 上伊那郡辰野町で東経138度線と交差する — 群馬県 - 約4km — 埼玉県 — 千葉県 - 約6km — 茨城県                                                                                    |
| 北緯36度0分 東経140度40分 / 北緯36.000度 東経140.667度 | 太平洋           | |
| 北緯36度0分 西経121度30分 / 北緯36.000度 西経121.500度 | アメリカ合衆国   | カリフォルニア州 ネバダ州 アリゾナ州 ニューメキシコ州 テキサス州 オクラホマ州 アーカンソー州 ミズーリ州・アーカンソー州境（附近） テネシー州 ノースカロライナ州 (約14km) テネシー州 (約12km) ノースカロライナ州 |
| 北緯36度0分 西経75度39分 / 北緯36.000度 西経75.650度   | 大西洋           | |
| 北緯36度0分 西経5度50分 / 北緯36.000度 西経5.833度     | ジブラルタル海峡 | スペイン・タリファ岬（ヨーロッパ本土最南端）の数メートル南を通過 |
| 北緯36度0分 西経5度25分 / 北緯36.000度 西経5.417度     | 地中海           | |